# Мамалига (село)
Мамали́га — село в Україні, центр Мамалигівської сільської територіальної громади Дністровський район Чернівецької області.

## Географії
У селі розташований автомобільний та залізничний пункт контролю Мамалига. Через село проходить європейський автошлях, що бере свій початок в українському Стрию і закінчується в молдавському Кишиневі та є частиною національного автошляху Н10. Відстань до Новоселиці становить понад 27 км (автошляхом Н10), магістральне шосе поділяє його на дві частини.
В селі Мамалига перетинаються кордони України, Румунії та Молдови. Розташоване на лівому березі ріки Пруту, за 26 км від міста Новоселиця, територія села охоплює три тераси долини річки Прут.

## Історія
Історія села веде свій відлік з середини XVI століття, коли на березі Прута винникло поселення, через яке пролягав торговий шлях, що зв'язував Україну з європейськими країнами та Причорномор'ям. Рік заснування села точно не з'ясовано. В наявних історичних джерелах село Мамалига вперше згадується в 1771 році.
На підставі Бухарестського миру, яким завершилася російсько-турецька війна, село разом із усією Бессарабією опинилось у складі Російської імперії з 1812 року.
До 1918 року село входило до Хотинського повіту Бессарабської губернії. У 1918–1940 та 1941–1944 роках у Королівстві Румунія.
У 1940–1941 та 1944–1991 роках село Мамалига в УРСР.
З 24 серпня 1991 року село входить до складу незалежної України.
17 липня 2020 року, в результаті адміністративно-територіальної реформи та ліквідації Новоселицького району, село увійшло до складу Дністровського району.
2021 року в селі Мамалига, стався масштабний обвал ґрунту під залізничною колією.
2024 року завершили ремонт будинку культури та ЦНАПу.

## Пункт пропуску
Перспективним в околиці села Мамалига є будівництво мосту через річку Прут і пункту пропуску та з'єднання їх з автошляхом Т 2610 з української сторони, а з румунської сторони з'єднання з автошляхом 29А та містом Дарабань.

## Населення
Згідно з переписом 1989 року, кількість жителів, які назвали себе румунами та молдаванами, становила 2140 осіб, що становило 86,99% населення.
2001 року тут проживало 2 589 особи.

### Мова
Розподіл населення за рідною мовою за даними перепису 2001 року:
| Мова       | Відсоток |
| ---------- | -------- |
| румунська  | 88,14%   |
| українська | 8,81%    |
| російська  | 2,97%    |

## Відомі люди
- Вакараш Петро — український військовослужбовець, молодший сержант.[5]